# Puente ferroviario sobre el lago Pilchowice
El puente ferroviario sobre el lago Pilchowice es un puente construido en 1905-1906 cerca del pueblo de Strzyżowiec, en el voivodato de Baja Silesia, en Polonia. Por el puente pasaba la línea ferroviaria n.º 283, que ya no está en uso.

## Historia
El puente fue erigido en los años 1905-1906 como parte de la construcción de la línea Jelenia Góra-Żagań (ferrocarril del valle del Bóbr), que se empezó a construir en 1902. La estructura del puente es muy similar al puente ferroviario de Racławice Śląskie, puesto en uso en 1904: se apoya sobre dos pilares de hormigón y piedra separados por 85 m, sobre los cuales descansa la parte principal del puente, remachada, con una estructura parabólica de celosía de acero de 135 m de longitud. La longitud total del puente es de 151,68 m y su anchura es de 4 m.
Se encuentra a unos 40 m sobre el embalse, lo que lo convierte en uno de los puentes más elevados del país. Inicialmente, el puente se elevaba sobre un valle seco que se inundó de agua después de la apertura de la presa Pilchowice en 1912, la presa de piedra y hormigón más grande de Europa en ese momento, diseñada por Otto Intze. Los dos proyectos estaban relacionados, ya que la presa debía tener funciones de protección contra inundaciones, energética y turística, y la línea ferroviaria debía proporcionar acceso a la presa. La apertura oficial del puente tuvo lugar el 16 de noviembre de 1912 en presencia del emperador Guillermo II.
Cerca del puente hay una estación de ferrocarril llamada Pilchowice Zapora («Pilchowice - Presa»). En 1945, al final de la Segunda Guerra Mundial, los alemanes en retirada intentaron infructuosamente volar el puente. El daño causado después de la guerra fue reparado rápidamente, y en 1946 se reanudó la circulación. Desde finales de 2016, la línea que cruza el puente había quedado excluida del tráfico ferroviario habitual debido a su mal estado, y los últimos cruces especiales tuvieron lugar en 2017. Ha habido planes para volver a abrirla, por ejemplo, el gobierno local de Baja Silesia ha tratado de hacerse cargo de la línea n.º 283 Jelenia Góra-Lwówek Śląski para revitalizarla.

### Usos en las artes
Esta construcción se ha utilizado en el rodaje de Skąpani w ogniu (1963) y Kocham kino (1987), también se ha representado en el videojuego polaco The Vanishing of Ethan Carter (2014). En 2020, se informó de que el puente sería el marco en que se desarrollaría la película Mission: Impossible 7. Los planes de los cineastas supuestamente incluían una escena de la voladura del puente.
El puente figura en el registro voivodatal de monumentos (Wojewódzka ewidencja zabytków), pero no en el registro nacional de monumentos (Rejestr zabytków). Los rumores sobre posibles planes para explotarlo contribuyeron a que se lanzara un procedimiento destinado a ingresarlo en el registro nacional de monumentos, y la solicitud fue presentada por la Fundación para la Protección del Patrimonio Industrial de Silesia.
En julio de 2020, el presidente del Comité Internacional para la Conservación del Patrimonio Industrial, Miles Oglethorpe, envió al primer ministro polaco Mateusz Morawiecki una carta de protesta contra los planes de destruir el puente. También en julio, el viceministro de Cultura y Patrimonio Nacional, Paweł Lewandowski, confirmó la información sobre los planes para destruir el puente para la película Mission: Impossible 7, y dijo "No todo lo viejo es un monumento".